# Kurt Rummel
Kurt Rummel (* 1. Juli 1878 in Aschaffenburg; † 14. Dezember 1953 in Düsseldorf) war ein deutscher Ingenieur.

## Werdegang
Kurt Rummel studierte an den Technischen Hochschulen in Aachen und Berlin-Charlottenburg. Er war nach seiner Promotion 1906 an der Technischen Hochschule Aachen Leiter der Wärmestelle, später Kurator der Energie- und Betriebswirtschaftsstelle des Vereins Deutscher Eisenhüttenleute (VDEh) in Düsseldorf. Ab 1933 war er Honorarprofessor für Stoffwirtschaft an der Technischen Hochschule Aachen. Rummel war Mitglied der SA. Er gehörte zudem dem Verein Deutscher Ingenieure an.
Rummel veröffentlichte zur Wärmewirtschaft und zu Fragen des industriellen Rechnungswesens.

## Ehrungen
- 1953: Großes Verdienstkreuz der Bundesrepublik Deutschland
- Carl-Lueg-Gedenkmünze des VDEh
- Ernennung zum Dr. rer. pol. ehrenhalber